# Lloyd Austin
Lloyd James Austin III (* 8. srpna 1953 Mobile, Alabama) je bývalý americký generál, který v letech 2021–2025 působil jako ministr obrany Spojených států amerických ve vládě Joea Bidena. Sloužil jako 12. velitel CENTCOM (Americké centrální velitelství, zodpovědné za operace na Středním východě a okolí) a byl prvním Afroameričanem velícím CENTCOM.
Před velením CENTCOM byl Austin od 31. ledna 2012 do 22. března 2013 33. zástupcem náčelníka štábu americké armády a posledním velícím generálem operace New Dawn v Iráku, která skončila 18. prosince 2011. Z armády odešel do výslužby v roce 2016 a stal se členem správních rad společností Raytheon Technologies, Nucor, and Tenet Healthcare.
V lednu 2024 uvedl, že mu lékaři diagnostikovali rakovinu prostaty. O měsíc později byl kvůli problémům s močovým měchýřem převezen na jednotku intenzivní péče.